# Robert Ayres
Robert Underwood Ayres (29. června 1932 Plainfield, New Jersey, USA – 23. října 2023) byl americký ekonom, prognostik, futurolog a systémový analytik.

## Profil
Zabývá se problémy budoucnosti, technologickými trendy a jejich socioekonomickými a environmentálními dopady a analýzou energetických a materiálových průtoků ekonomikou. Působil na Hudson Institute, kde se zabýval technologickou prognostikou. Působí jako profesor inženýrství a veřejné politiky na Carnegie-Mellon University. Působil také jako zastupující vedoucí na Technology-Economy-Society Programu na International Institute for Applied Systems Analysis (IASA) v rakouském Laxenburgu. Byl členem Americké ekonomické asociace – American Economic Association.

## Dílo
Napsal knihy
- On Technology Forecasting. Hudson Institute, Hormon-on-Hudson, New York 1966
- Technological Forecasting and Long-Range Planning. McGraw-Hill, New York 1969
- Uncertain Futures. Challenges for Decision Makers (1979)
- Robotics: Applications and Social Implications (spoluautor) (1982)
- The Next Industrial Revolution (1984)
- Information, Entropy and Progress (1994)
- Turning Point. The End of the Growth Paradigm (1998)